# Galijum(II) sulfid
Galijum(II) sulfid, GaS, je hemijsko jedinjenje galijuma i sumpora. Normalna forma galijum(II) sulfida se sastoji od elementa u heksagonalnoj slojastoj strukturi koja sadrži Ga24+ jedinice sa Ga-Ga rastojanjem od 248 pm. Ova slojasta struktura je slična sa ,  i InSe.
Jedna neobična metastabilna forma, sa iskrivljenom vurcitnom strukturom je takođe poznata. Njeni metalorganski prekurzori su di-tert-butil galijum ditiokarbamati, na primer  koji je nanesen na GaAs. Struktura GaS formiranog na ovaj način je 2−.